# Chopi (peuple)
Pour les articles homonymes, voir Chopi.
Les Chopi sont une population d'Afrique australe vivant au Mozambique.

## Ethnonymie
Selon les sources et le contexte, on rencontre différentes formes : Bachopi, Batchopi, Chopé, Chopi-Bitonga, Chopis, Copi, Lenge, Muchopi, Shope, Tchopi, Tschopi, Tshopi, Valenge.

## Langue
Ils parlent le chopi, une langue bantoue, dont le nombre de locuteurs a été estimé à 760 000 en 2006.

## Musique

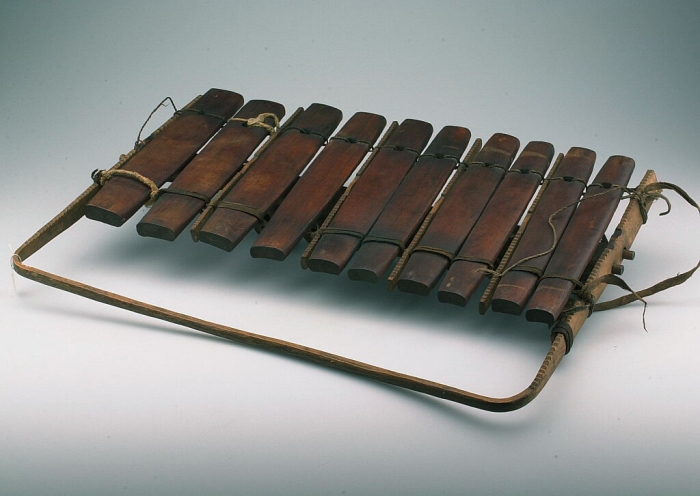
Timbila chopi

Le timbila des Chopi, une sorte de xylophone, a été inscrit sur la Liste du patrimoine culturel immatériel de l'humanité en Afrique en 2008.

### Discographie
- (en) Music from Mozambique, vol. 2, Chopi Timbila : two orchestral performances, Smithsonian Folkways Recordings, Washington, D.C., 1982 (enreg. 1981), CD (51 min 25 s) + brochure (6 p.)

### Filmographie
- Mozambique : au pays des timbilas chopes, film documentaire (2000)